# Flagge Angolas
Die Flagge Angolas basiert auf der Flagge der Regierungspartei MPLA, die von dieser während des Unabhängigkeitskampfes benutzt wurde. Die Flagge wurde am 11. November 1975 offiziell eingeführt.

## Beschreibung

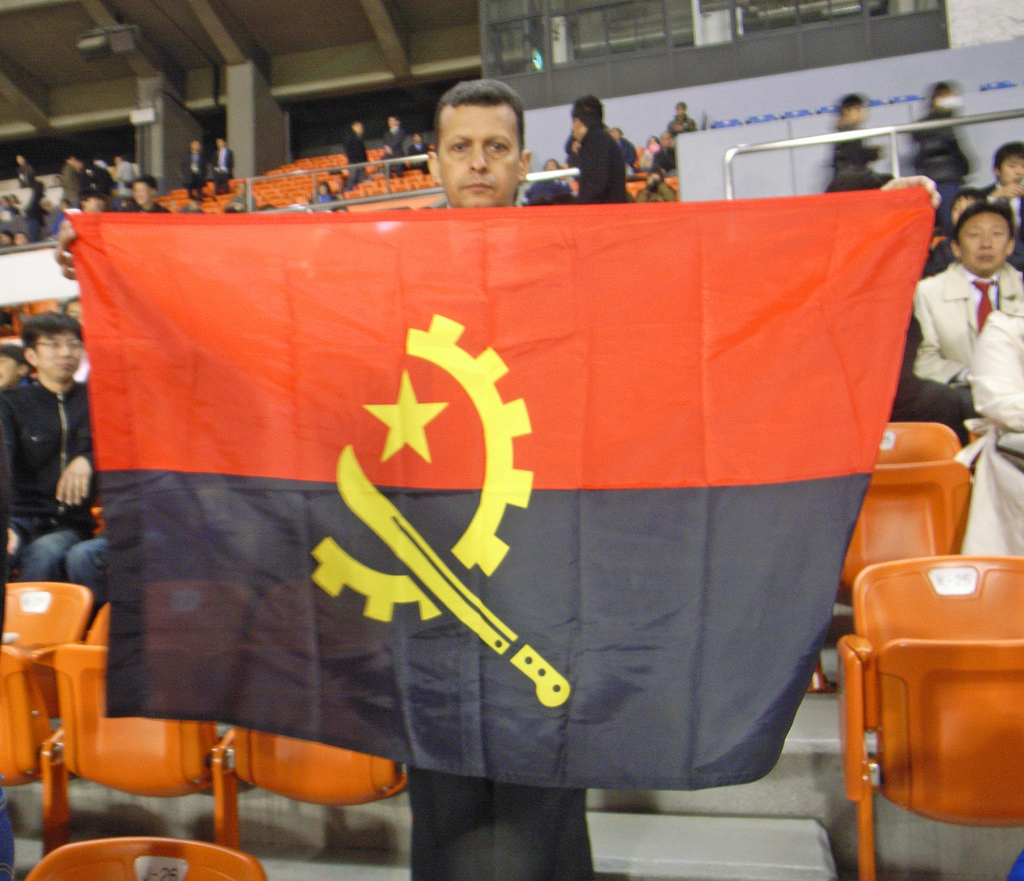
Flagge Angolas bei einem Fußballspiel

Die Flagge besteht aus zwei gleich großen horizontalen Streifen: oben rot und unten schwarz. Die Farbe Rot symbolisiert den Sozialismus, den die MPLA anstrebte, das Schwarz steht für Afrika. Später wurde das Rot weniger im Sinne des Parteiprogrammes definiert als vielmehr für das Blut, das von den Angolanern im Kampf für ihre Unabhängigkeit vergossen wurde. So wird die Bedeutung auch in Artikel 162 der Verfassung von 1992 angegeben, der die Nationalflagge festlegt.
Über den beiden Streifen befindet sich im Zentrum der Flagge das Emblem Angolas, das die Hälfte eines Zahnrades, eine Machete und einen fünfzackigen Stern darstellt. Das Zahnrad symbolisiert die Arbeiterklasse, das Buschmesser die Bauern, der Stern Fortschritt und Internationalismus. In Gelb verkörpern sie den Reichtum des Landes. Die Ähnlichkeit mit dem Hammer-und-Sichel-Symbol in der Flagge der Sowjetunion verweist auf den Kommunismus.

## Geschichte
Bereits das Königreich Kongo, das zeitweise den Norden Angolas beherrschte, führte eine Flagge. Während der portugiesischen Kolonialzeit wurde nur die Flagge Portugals verwendet. 1967 gab es einen Vorschlag für die Kolonien jeweils deren Wappen in die Flagge Portugals einzufügen. Der Vorschlag wurde aber nicht aufgegriffen.
2003 wurde vorgeschlagen, die derzeitige Flagge durch eine „optimistischere“ zu ersetzen. Auch die Ähnlichkeit mit der Flagge der MPLA wurde von der Opposition kritisiert. Das Seitenverhältnis bliebe gleich, das Sonnensymbol in der Mitte soll Höhlenmalereien in der Tchitundo-Hulu-Höhle ähneln. Ein Gegenargument gegen den Entwurf war, dass diese Flagge mit der Flagge Costa Ricas verwechselt werden könne.

Flaggenvorschlag 1967
Flaggenvorschlag von 2003

## Weitere Flaggen Angolas
Die Parteien Angolas haben jeweils eigene Flaggen:

Flagge der UNITA
Flagge der FNLA
Flagge der MPLA
Flagge der PRS

Außerdem gibt es Flaggen der Unabhängigkeitsbewegung in Cabinda:

Flagge der FLEC (Separatisten in Cabinda)